# Saint-Sorlin
Saint-Sorlin è un comune francese di 704 abitanti situato nel dipartimento del Rodano della regione Alvernia-Rodano-Alpi.

## Società

### Evoluzione demografica
Abitanti censiti